# Woods of Ypres
I Woods of Ypres sono stati una band canadese doom metal formatisi nel 2002 a Windsor, Ontario. La loro formazione iniziale includeva David Gold, Aaron Palmer e Brian McManus, e in seguito vide susseguirsi oltre 20 membri, spostando le relative attività a Toronto nel 2003–2007 e Sault Ste. Marie nel 2008–2011. L'unico membro costante fu David Gold. Si sciolsero alla sua morte nel dicembre 2011, 3 mesi prima di pubblicare Woods 5: Grey Skies & Electric Light, che vinse un Juno Award nel 2012 come Metal/Hard Music Album of the Year.

## Storia del gruppo

### Formazione iniziale

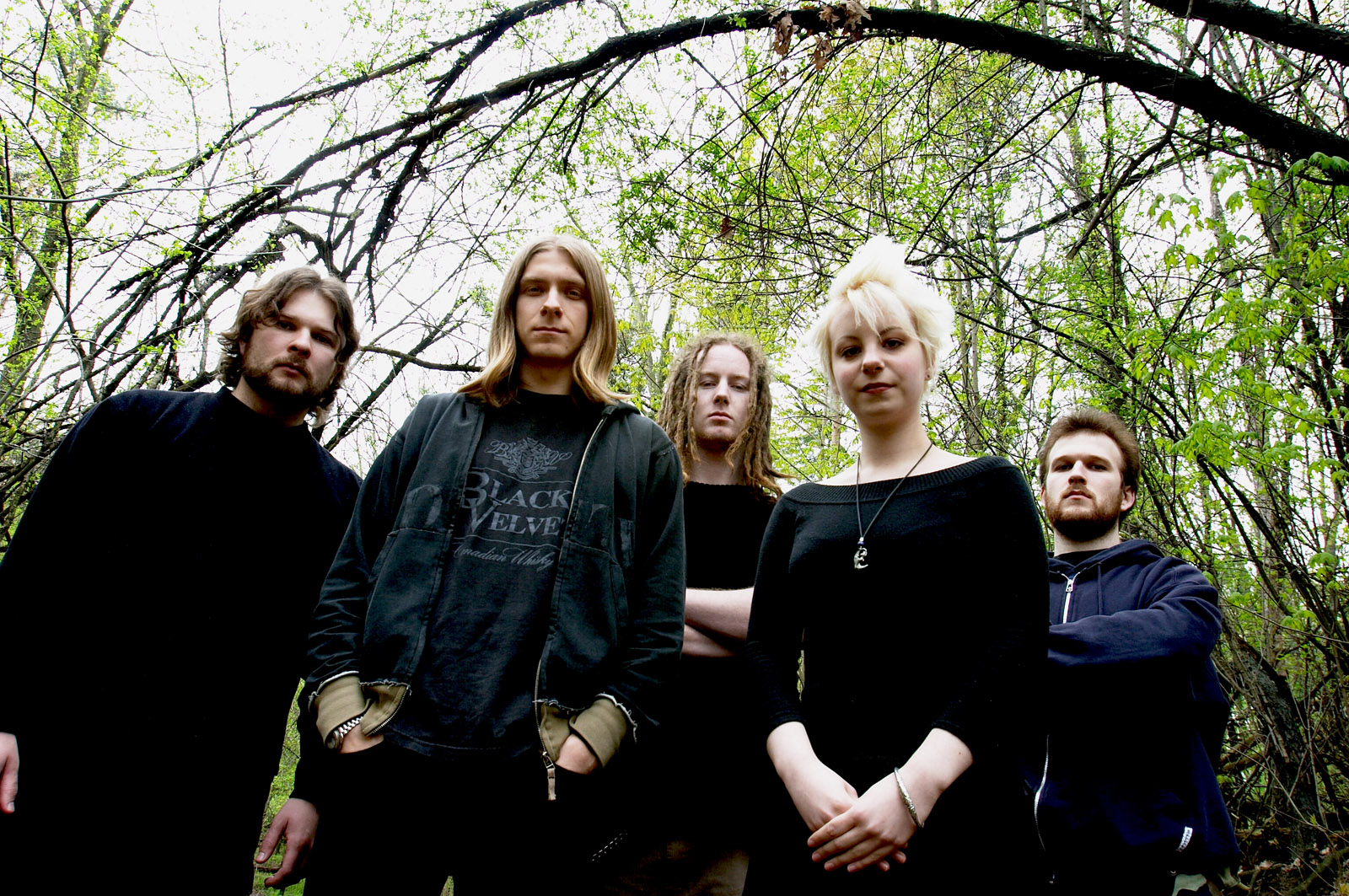
Woods of Ypres 2004 (I Woods of Ypres nel 2004. Da sinistra a destra Chris Jones, David Gold, Connor Sharpe, Jessica Rose, Steve Jones)

I Woods of Ypres vennero fondati a Windsor da David Gold, Aaron Palmer and Brian McManus, che pubblicarono un demo, Against the Seasons: Cold Winter Songs from the Dead Summer Heat, nel 2002. Dopo la dipartita di McManus, il gruppo si espanse fino a cinque membri.. A dicembre, David Gold si trasferì a Toronto per lavorare in un album di debutto, cambiando tutti gli altri membri. Dopo l'abbandono del cantante Chris Jones, David ottenne il ruolo di chitarrista e cantante. Il loro primo album, Pursuit of the Sun & Allure of the Earth, fu pubblicato nel 2004 sotto le'etichetta di David Gold, Krankenhaus Records. Nel 2007 fu pubblicato il loro secondo album, Woods III: The Deepest Roots and Darkest Blues. Facendo un paragone tra i due album, il critico musicale Laura Taylor scrisse, "Mentre Pursuit of the Sun sconfinava con i Pink Floyd metallizzti, l'ultimo album dei Woods of Ypres dissotterra ancora più inspirazioni del black metal oscuro". Nel 2008, il gruppo fu inserito nella copertina della rivista Unrestrained! Magazine.
Dopo aver lavorato per un periodo in Corea del Sud, David Gold si trasferì nel suo luogo di nascita, Sault Ste. Marie, nel 2008, dove si unì al gruppo locale Gates of Winter suonando la batteria, oltre che per costruire un'altra formazione a sei dei Woods of Ypres. Dopo altri cambi di line-up, il gruppo, pubblicò nel novembre 2009 Woods IV: The Green Album. Exclaim! lo definì "il lavoro più potente amorfo del gruppo finora." Il gruppo pubblicò anche una raccolta di dodici brani dalle loro prime tre pubblicazioni sotto la Krankenhaus, Independent Nature 2002–2007 e un singolo pubblicato solo in vinile "Allure of the Earth", che includeva anche una cover della suddetta canzone dai violoncellisti australiani Sebastian Simpson and Chris Doig. Nel 2010 il gruppo fece delle session per un EP mai pubblicato, Woods 4.5: You Were The Light: furono pubblicate solo due canzoni da quelle session, incluse nel singolo Home, disponibile dal 2011 solo in vinile. I Woods of Ypres annunciarono uno scioglimento nel 2010, in parte a causa del trasferimento di David Gold in Kuwait per suoi motivi di lavoro, ma in seguito annunciarono che la notizia era falsa, e che avevano firmato un contratto con la Earache Records, che avrebbe pubblicato i loro ultimi album. La formazione del gruppo, da sempre instabile, cambiò ancora, andando da tre a sei membri quando Gold, unico membro fisso, lo riposizionava di continuo: la tastierista Jessica Rose fu l'unica a partecipare nella formazione in due album in studio, Pursuit of the Sun & Allure of the Earth e Woods III. Tutti i loro album precedenti furono ri-pubblicati da label indipendenti amministrate da David Gold, tra cui Krankenhaus Records dal 2004 al 2009 e Practical Art Records dal 2009 al 2011: la prima pubblicò anche album di altre band metal canadesi, mentre la seconda solo album in cui Gold suonava. Gli stessi Woods of Ypress promuovevano da soli tour da headliner in Canada e Stati Uniti.

### Scioglimento
Il gruppo ebbe il proprio ultimo concerto a Richmond, in Virginia, il 9 giugno 2011. Dopo il licenziamento di Shane e Evan Madden, David Gold e Joel Violette registrarono l'ultimo album del gruppo, Woods 5: Grey Skies & Electric Light, ad agosto 2011 ai Beach Road Studios a Goderich, in Ontario. Il 22 dicembre 2011, David Gold perse la vita a 31 anni in una collisione stradale con un'automobile vicino a Barrie. La sua morte terminò i piani del gruppo di intraprendere il primo tour europeo nel 2012, oltre che i piani di inserimento dei nuovi membri Brendan Hayter and Rae Amitay. Joel Violette disse che i Woods of Ypres non avrebbero continuato a pubblicare materiale o suonare dal vivo senza Gold, effettivamente dichiarando uno scioglimento definitivo. Woods 5: Grey Skies & Electric Light fu pubblicato il 27 febbraio 2012 in Europa: in Nord America fu pubblicato due mesi dopo. Il gruppo ricevette una nomination postuma ai Juno Awards nella categoria Metal/Hard Music Album of the Year, vincendo il premio ad aprile 2013. Alcuni concerti di tributo ufficiali furono tenuti a Sault Ste. Marie ad aprile 2012, includendo gruppi come Kittie e Novembers Doom. Il concerto di Toronto servì da release party per l'ultimo album: a Sault Ste. Marie, i membri Joel Violette, Bryan Belleau e Rae Amitay suonarono un set acustico. Fu pubblicato anche un album di tributo: i restanti membri fondarono un altro gruppo, i Thrawsunblat.

## Formazione
Finale
- David Gold — batteria, chitarra, voce (2004-2011)
- Joel Violette — chitarra, basso (2010–2011)
- Rae Amitay — batteria (2011)
- Brendan Hayter — basso (2011)

Ex-membri
- Brian McManus — voce, chitarra (2002)
- Aaron Palmer — basso, voce (2002–2003)
- Robin Cross — voce (2002-2003)
- Dustin Black — chitarra (2003)
- Colin Wysman — chitarra (2003)
- Chris Jones — voce(2003–2004)
- Steve Jones — chitarra (2003–2004)
- Jordan Buryj — chitarra (2003–2004)
- Connor Sharpe — basso (2003–2004)
- Mark Beshai — chitarra (2003-2004)
- Jessica Rose — tastiere (2004–2007)
- Adam Wathan — chitarra (2005)
- Dan Hulse — basso, chitarra (2005–2007)
- Chris "Mezz" Mezzabotta — batteria (2005)
- Shawn Stoneman — chitarra (2007)
- Evan Madden — batteria (2008–2011)
- Lee Maines — chitarra (2008)
- Brian Holmes — tastiere (2008)
- Steve Furgiuele — basso (2008–2009)
- Bryan Belleau — chitarra (2008–2010)
- Shane Madden — basso (2009–2011)

## Discografia
Album in studio
- 2004 – Pursuit of the Sun & Allure of the Earth
- 2008 – Woods III: The Deepest Roots and Darkest Blues
- 2009 – Woods IV: The Green Album
- 2012 – Woods 5: Grey Skies & Electric Light

EP
- 2002 – Against the Seasons: Cold Winter Songs from the Dead Summer Heat

Raccolte
- 2009 – Independent Nature 2002–2007

Singoli
- 2009 – Allure of the Earth
- 2011 – Home